# The Wasp

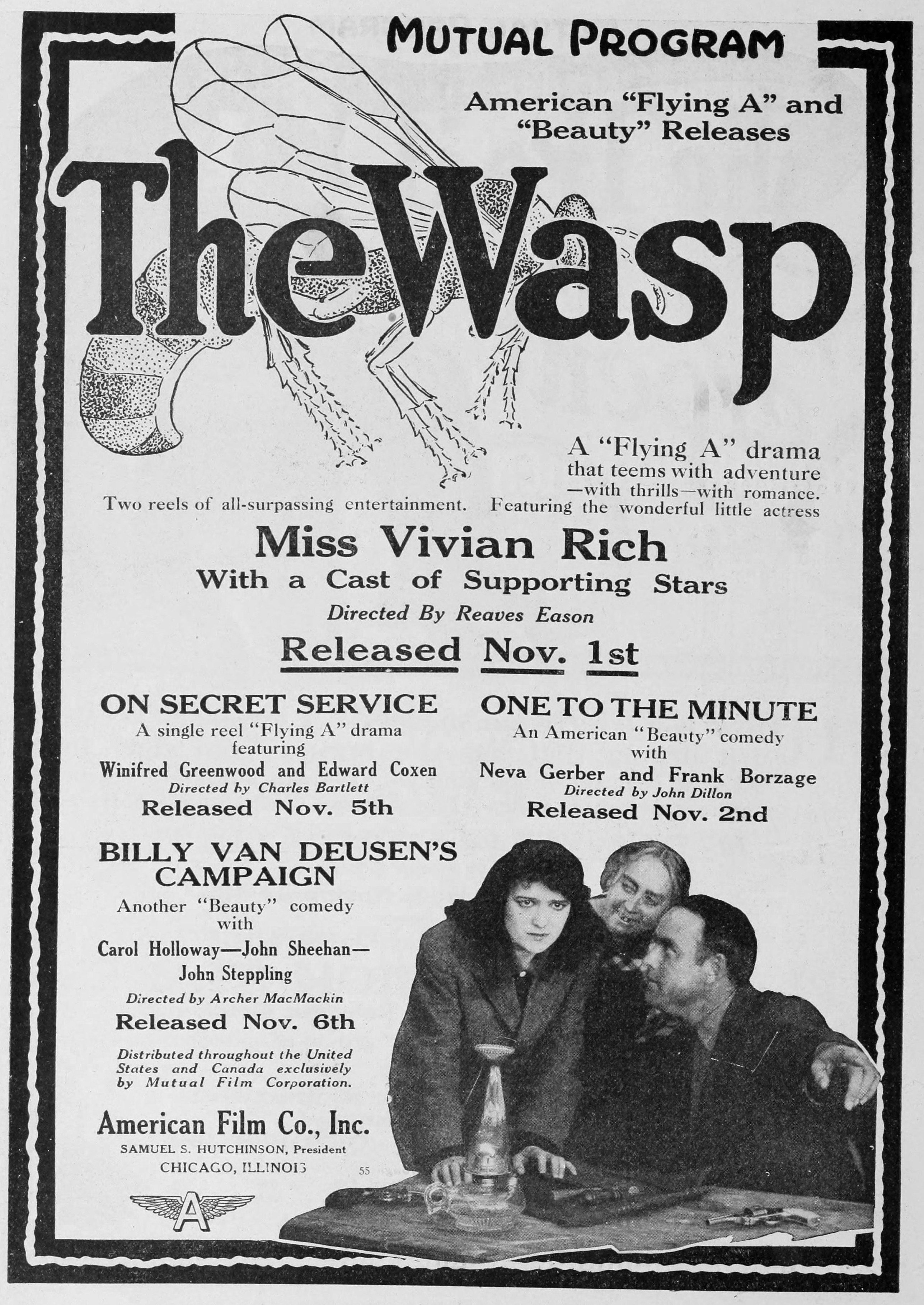

The Wasp é um curta-metragem de drama mudo produzido nos Estados Unidos e lançado em 1915.